# Hell Night
Hell Night (Noaptea Iadului) este un film de groază din 1981 regizat de Tom DeSimone după un scenariu de Randy Feldman. În rolurile principale au jucat actorii Linda Blair, Vincent Van Patten și Peter Barton.
Filmul descrie o noapte în care o fraternitate ține o ceremonie de inițiere într-un vechi conac, în timpul căreia un ucigaș deformat terorizează și ucide mulți dintre studenții. Intriga amestecă elemente de film slasher și elemente tematice de casă bântuită. Regizorul Chuck Russell a fost producător executiv, în timp ce colaboratorul său de lungă durată Frank Darabont  a fost asistent de producție.
A avut un buget de 1,4 milioane $ și încasări de 2,3 milioane $ (în SUA).
A avut recenzii în general mixte. Hell Night a devenit un film idol de la lansarea sa. Filmul a fost nominalizat la Zmeura de Aur pentru cea mai proastă actriță pentru Blair.

## Prezentare
Titlul filmului, Noaptea Iadului, este o formă de inițiere prin care elevii trebuie să treacă pentru a se alătura unei asociații studențești.
De data aceasta, forma de inițiere inventată de Peter Bennett, președintele fraternității Alpha Sigma Rho, este îngrozitoare; Marti, Denise, Jeff și Seth au sarcina de a petrece noaptea în conacul lui Raymond Garth - locul unde au fost comise crime acum douăzeci de ani. Există legende urbane terifiante despre conac, iar aura terorii va fi trezită de doi membri ai frăției, care apar neobservați în casa lui Garth pentru a speria adepții. În mod neașteptat, încep crimele brutale...

## Distribuție
- Linda Blair - Marti Gaines
- Peter Barton - Jeff Reed
- Vincent Van Patten - Seth
- Suki Goodwin - Denise Dunsmore
- Kevin Brophy - Peter Bennett
- Jimmy Sturtevant - Scott
- Jenny Neumann - May West

## Producție

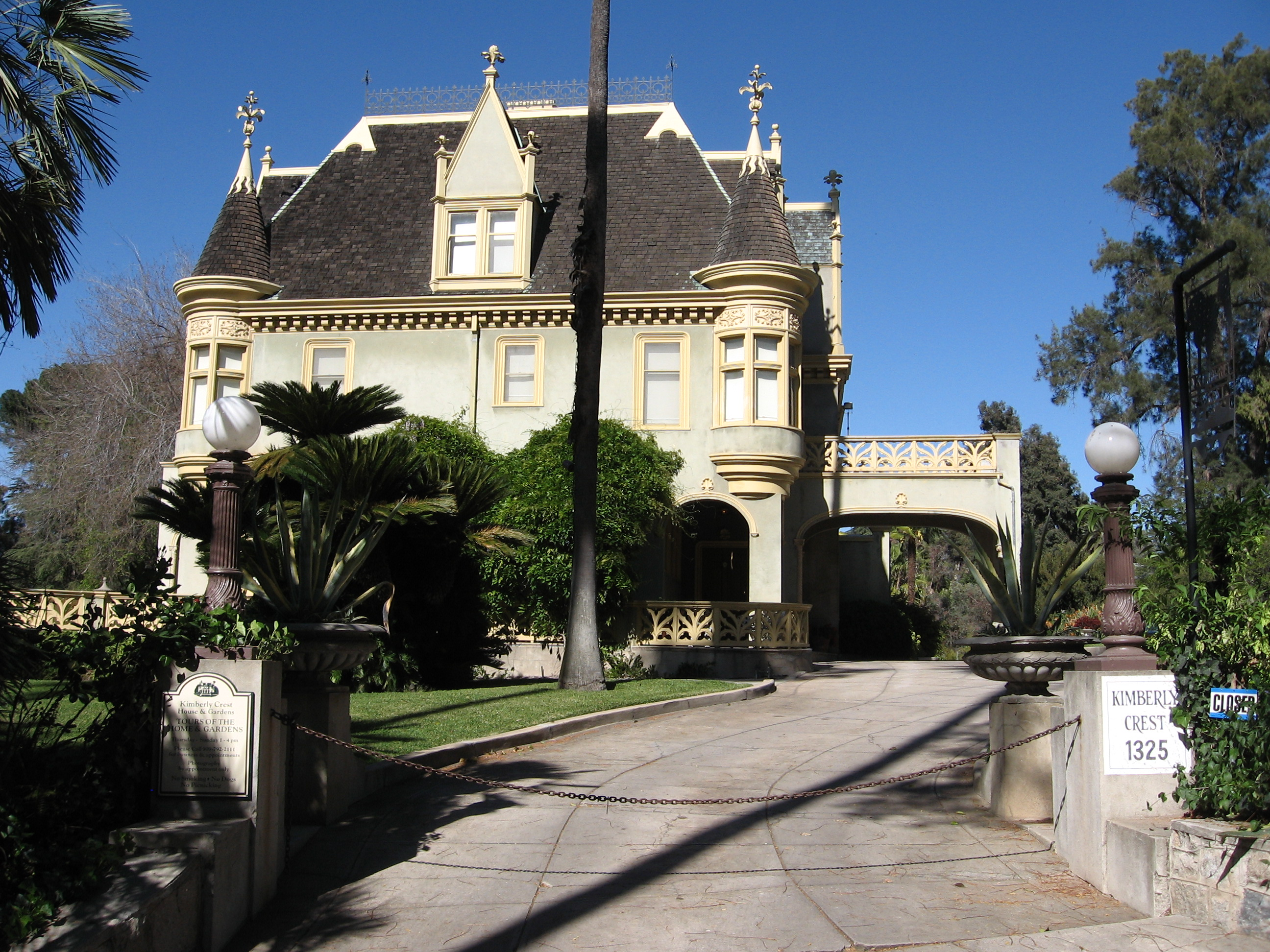
Castelul în stil victorian Kimberly Crest din Redlands, California

Filmările au durat în total patruzeci de zile în California. Exteriorul conacului lui Kimberly Crest din Redlands a fost folosit ca grădini ale conacului lui Garth (zona a fost reconstruită și pusă în uz public ca muzeu la scurt timp după filmare), iar interiorul conacului bântuit a fost filmat într-o vilă privată din Pasadena. O scenă de petrecere a fost filmată și în Los Angeles. Tunelurile pe care spectatorul le poate observa în film sunt de fapt două coridoare; actorii nu trebuiau decât să alerge înainte și înapoi.
Este ultimul film produs de Compass International Pictures.